# Liriomyza himalayana
Liriomyza himalayana är en tvåvingeart som beskrevs av Garg 1971. Liriomyza himalayana ingår i släktet Liriomyza och familjen minerarflugor. Inga underarter finns listade i Catalogue of Life.